# Beatrix Farrand

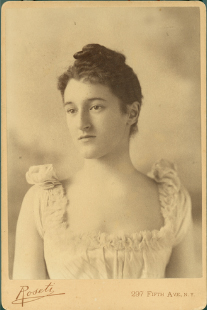
Beatrix Farrand

Beatrix Jones Farrand (* 19. Juni 1872 in New York City; † 28. Februar 1959 Mount Desert Island) war eine US-amerikanische Landschaftsgärtnerin und Landschaftsarchitektin. Sie erhielt Aufträge für die Gestaltung von Gärten von großen Anwesen und Landsitzen, Parkanlagen, botanischen Gärten und Universitäten. Bekannt wurde sie durch die Gestaltung des Jacqueline Kennedy Garden und des White House Rose Garden des Weißen Hauses. Mit ihrem Stil hat sie das US-amerikanische Bild von Landschaftsarchitektur wesentlich geprägt.
Farrand war 1899 eines der Gründungsmitglieder, und die einzige Frau, der American Society of Landscape Architects. Während ihrer 50-jährigen Karriere hat sie schätzungsweise 200 Gärten gestaltet und betreut. Einer ihrer wichtigsten Mentoren war Charles Sprague Sargent. Ihre Aufzeichnungen werden in den Environmental Design Archives der University of California, Berkeley und der Harvard University Library (Arnold Arboretum Archives) bewahrt.

## Projekte
- 1899 Gelände der Washington National Cathedral, Washington, D.C.
- 1911 'Glenmere' Garden für Robert Goelet
- 1912–43 Beraterin für das Gelände der Princeton University, Princeton[4]
- 1913–16 Jacqueline Kennedy Garden, White House Rose Garden, Washington, D.C.
- 1913–43 Gelände der Morgan Library & Museum, New York City
- 1918–29 'Eoli' (heute Harkness Memorial State Park), Waterford
- 1920 'Hill-Stead' (heute Garten des Hill-Stead Museum), Farmington[5]
- 1922–47 Dumbarton Oaks, Washington, D.C.[6]
- 1923–43 Beraterin für das Gelände der Yale University, Errichtung des Marsh Botanical Garden, New Haven[7]
- 1927 Garten des Casa Dorinda, Montecito
- 1927 Santa Barbara Botanic Garden, Santa Barbara
- Gelände des Occidental College, Los Angeles
- Gelände des California Institute of Technology, Pasadena
- 1926–35 'The Eyrie' für Abby Aldrich Rockefeller und John D. Rockefeller, Jr., Mount Desert Island[8]
- 1929–43 Beraterin für das Gelände der University of Chicago
- um 1930 Beraterin bei der Errichtung und Pflege des Acadia-Nationalparks, Mount Desert Island
- 1932–37 'Dartington Hall' für Dorothy Payne Whitney
- 1946–50 Beraterin für das Arnold Arboretum, Boston
- 'Reef Point Estate', 'Garland Farm'